# Дел Парко (Асколи Пичено)
Дел Парко (итал. Del Parco) насеље је у Италији у округу Асколи Пичено, региону Марке.
Према процени из 2011. у насељу је живело 85 становника. Насеље се налази на надморској висини од 120 м.